# Lil' Kim
Lil' Kim, pseudonimo di Kimberly Denise Jones (New York, 11 luglio 1974), è una rapper e personaggio televisivo statunitense.
Nota come una delle più influenti rapper di tutti i tempi, Lil' Kim ha venduto più di 15 milioni di album e 30 milioni di singoli in tutto il mondo. Il suo album di debutto Hard Core (1996) è considerato un classico del genere rap, mentre il singolo di collaborazione Lady Marmalade (2001) l'ha resa la prima artista rap donna a debuttare in prima posizione della Billboard Hot 100 statunitense. Grazie alla collaborazione ha inoltre vinto un Grammy Award e due MTV Video Music Awards.
Nel 1995 Lil' Kim inizia la sua carriera come membro del gruppo Junior M.A.F.I.A., che con il loro album di debutto Conspiracy pubblicarono tre pezzi che riscossero successo: I Need You Tonight, Player's Anthem e Get Money. Nel 1996 esce dal gruppo e pubblica Hard Core, il suo primo disco da solista. L'album è stato certificato doppio disco di platino e i tre singoli Crush on You, Not Tonight e No Time si piazzarono tutti e tre alla numero 1, record da lei detenuto per molti anni a livello di rapper femminile statunitense. I suoi seguenti album The Notorious K.I.M. (2000) e La bella mafia (2003) sono stati entrambi certificati platino dalla RIAA, facendo diventare Kim la seconda rapper dopo Missy Elliott (in seguito si è aggiunta Nicki Minaj), ad avere almeno tre album certificati platino.
Nel 2005 fa uscire il quarto album in studio The Naked Truth, che vende complessivamente oltre 2,5 milioni di copie. Successivamente si dedica a collaborazioni con altri artisti, alla realizzazione di nuovi mixtape e a diversi progetti televisivi, tra cui Dancing with the Stars e programmi per MTV e VH1. Nel 2019 torna nel panorama musicale con il sesto album in studio intitolato 9.
Durante la sua carriera ha collaborato con numerosi artisti, tra cui Jay-Z, Left Eye, Mary J. Blige, Sean Combs, Missy Elliott, Phil Collins, System of a Down, Pink, Christina Aguilera, Queen Latifah e Beyoncé.

## Biografia

### Gli inizi
Quando Kim aveva 10 anni, i suoi genitori si separarono, e la ragazza rimase a vivere insieme a suo fratello maggiore e al loro padre. Kim negli anni di adolescenza incontrò Christopher "B.I.G." Wallace che presto divenne una persona importante per lei, sia nella vita privata che in quella artistica. Nel 1994, B.I.G. formò e pubblicizzò il gruppo musicale Junior M.A.F.I.A., e quando Kimberly entrò a farne parte adottò lo pseudonimo di Lil' Kim, aveva 19 anni. Nello stesso anno Kim e Wallace pubblicarono il loro primo album assieme al gruppo musicale, Conspiracy. Da quest'album, vennero estratti tre singoli: Playas Anthem, I need you tonight (con Aaliyah) e Get Money, che scalò velocemente le classifiche.

### 1994-1997:Hard Core
Dopo un anno insieme ai M.A.F.I.A., Kim decise di lasciare il gruppo e dedicarsi alla carriera da solista. Inizialmente firmò un contratto con la Makaveli Records insieme al collega Craig Mack, ma dopo la morte di Tupac uscì dell'etichetta. Il suo primo album, Hard Core (registrato nel 94-95) uscì poco dopo la sua uscita dalla Makaveli Records, il 12 novembre del 1996. Con Hard Core debuttò nella Billboard 200 all'undicesimo posto in classifica e al terzo nella classifica Top R&B/Hip-Hop Albums determinando un record nel campo del rap femminile. Il primo singolo estratto fu No Time, un duetto cantato assieme a Puff Daddy che rimase al primo posto nelle classifiche per ben nove settimane ed ottenne anche la certificazione come disco d'oro. Qualche tempo dopo Kim realizzò assieme a Missy Elliott, Angie Martinez, Da Brat e Left Eye un remix del singolo estratto dall'album Hard Core, Not Tonight. La canzone venne utilizzata come colonna sonora del film Nothing To Lose. Il singolo venne certificato disco d'oro e Kim fu candidata per la prima volta ai Grammy Award.
Nel marzo 1997 Notorius B.I.G., venne ucciso a Los Angeles, e la cantante subì una grande perdita, cadendo così in depressione e fermando la promozione dell'album Hard Core. Intanto l'album ottenne diversi dischi platino negli Stati Uniti e Lil' Kim divenne la prima donna rapper ad aver ottenuto un così gran numero di dischi platino. Tra le canzoni presenti nell'album figura anche Big Momma Thang, con la partecipazione di Jay-Z.

### 1998-2000:The Notorious K.I.M.
Dal 1998 al 2000 la rapper continuò la sua carriera sotto la gestione del suo nuovo manager, nonché miglior amico del defunto B.I.G. La cantante inoltre lavorò anche con diverse agenzie di moda, tra le quali Versace, Candie's, Iceberg e Baby Phat. Il 27 giugno del 2000 Kim pubblicò il suo secondo album, The Notorious K.I.M., che diede alla rapper una nuova immagine ed un nuovo stile. A differenza dello scarso successo dei suoi singoli, l'album raggiunse la quarta posizione sulla classifica Billboard 2000 e la prima posizione nelle classifiche R&B/Hip Hop. L'album inoltre vendette oltre 231.000 in una sola settimana, ed ottenne anche un disco platino e uno d'oro.

### 2001-2004:Moulin Rouge!,La bella mafiaeDef Jam: Fight for NY
Nel 2001 Lil' Kim si unì alle cantanti Christina Aguilera, Pink e Mýa per il remake della canzone Lady Marmalade, scritta venticinque anni prima e cantata dal gruppo Labelle. La canzone fu usata come colonna sonora del film Moulin Rouge!, e rimase al primo posto nelle classifiche per cinque settimane consecutive. Oltre ad essere un grande successo per la rapper, questa canzone le fece guadagnare anche il suo primo Grammy Award. Nel 2003 Lil' Kim compose la nuova musica d'ingresso per l'allora campionessa femminile della World Wrestling Entertainment, Trish Stratus. La canzone, Time to Rock&Roll, venne usata nella federazione fino al giorno del ritiro della ex campionessa.
Il 4 marzo 2003 Lil' pubblicò il suo terzo album, La bella mafia. Il primo singolo estratto dall'album fu The Jump Off. Un altro singolo estratto fu Magic Stick, con la partecipazione di 50 Cent. Grazie a quest'album, Lil' vinse i premi di Female Hip-Hop Artist of the Year e Female Single of the Year, dopodiché ebbe due candidature ai Grammy Awards per la Miglior interpretazione rap solista (con il singolo Came Back For You) e per la Miglior collaborazione rap (con la canzone Magic Stick). La rapper inoltre nel 2003 apparì nel videogioco Def Jam: Fight for NY, dove interpretava la parte di un personaggio nel gioco. Nel 2004 prese parte nel reality show di VH1, 718 Makeover. Lo show venne poco dopo interrotto e cancellato e non andò mai in onda.

### 2005-2006: problemi legali eThe Naked Truth
Il 17 marzo 2005 Kim fu accusata di associazione a delinquere e di falsa testimonianza, cercando di proteggere se stessa ed i suoi amici, di fronte ad un grand jury in un tribunale federale. La rapper aveva dichiarato di non conoscere i fatti riguardanti una sparatoria avvenuta nel 2001 che li aveva coinvolti a Manhattan di fronte allo studio radiofonico della nota radio Hot 97. A smentire la testimonianza della rapper fu un video di sorveglianza che la ritraeva fuggire dall'edificio con i suoi amici durante la sparatoria. Il 6 luglio del 2005 è stata accusata colpevole e condannata a 366 giorni da scontare in carcere ed al pagamento di una multa di cinquantamila dollari. L'avvocato della cantante, sotto accusa per gli stessi reati, ricevette la stessa condanna. Kim cominciò a scontare la pena in prigione dal 19 settembre dello stesso anno. Nonostante la condanna, Kim pubblicò il suo quarto album, The Naked Truth. Il primo singolo estratto dall'album fu Lighters Up, che arrivò subito in cima alle classifiche in poco tempo. Il secondo singolo invece fu Whoa. Il 9 marzo la rapper iniziò a girare uno show dove veniva mostrato il suo tenore di vita prima della prigione, Lil' Kim: Countdown to Lockdown. Lo show ebbe molto successo, e l'indice di ascolti raggiunse l'1,7 milioni di spettatori.

### 2006-2008: la vita dopo la prigione

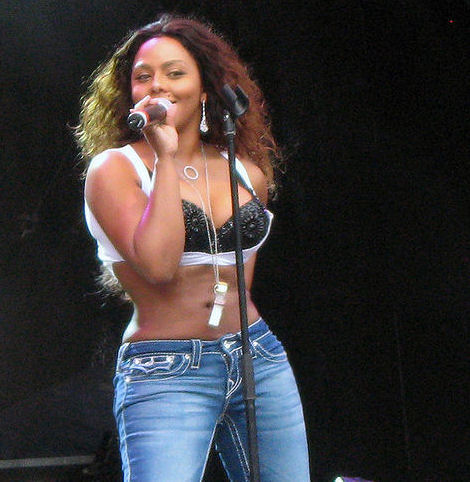
Lil' Kim durante un concerto nel 2008

Il 3 giugno 2006 Lil' Kim fu rilasciata e successivamente fece da giudice nel programma televisivo The Search for the Next Doll, nel quale le Pussycat Dolls cercavano un nuovo membro per il gruppo. Nella primavera del 2007 Kim e Keyshia Cole collaborarono insieme per il remix della canzone di Diddy, Last Night. In seguito, insieme a Cole e a Missy Elliott, la rapper venne candidata alla cinquantesima edizione dei Grammy Award per la Best Rap Song Collaboration con la canzone Let It Go, ma a vincere fu Rihanna. Lil' Kim ha collaborato al remix di diverse canzoni, tra le quali Gimme More insieme a Britney Spears, Freaky Gurl con Gucci Mane e Ludacris, No One con Alicia Keys, e infine I Get Money con 50 Cent. Il 10 dicembre 2007 la rapper dichiarò in un programma televisivo di MTV che stava per uscire il suo nuovo mixtape, Ms. G.O.A.T. (Miss Greatest of All Time). Nel febbraio del 2008 le Pussycat Dolls presentarono un nuovo show che vide nuovamente Lil' Kim nella giuria.

### 2009-2013: il ritorno
Kim partecipa a Dancing With The Stars e subito dopo pubblica il singolo Download con la collaborazione di Charlie Wilson e T-Pain. Kim ha confermato nel mese di gennaio 2011 che avrebbe pubblicato il suo prossimo album ancora senza titolo nel 2012. Nello stesso periodo, la rapper, ha pubblicato il suo secondo mixtape, dal titolo Black Friday, il 14 febbraio 2011. Il video della title track è stato pubblicato il 16 febbraio 2011. Il mixtape ha ricevuto per lo più recensioni negative da parte della critica.
Nel 2013 Kim dà inizio al Return Of The Queen Tour, dove si esibisce in vari club americani. Il 26 luglio 2013, Lil' Kim annuncia e pubblica la cover art per un nuovo mixtape intitolato Hard Core 2K13. La track list vede collaborazioni con French Montana, Miley Cyrus, Jadakiss e Yo Gotti.

### 2016-presente: nuovi singoli e il quinto album in studio9
Nel 2016 pubblica il mixtape Lil Season. I singoli estratti sono Fountain Bleau e Mine con Kevin Gates.
Il 1º novembre 2017 esce il singolo Took Us a Break, Il 2 novembre esce il video della stessa canzone, in bianco e nero. Il 9 novembre esce la nuova canzone di Remy Ma, Wake me up, in cui Lil Kim è ospite.
Il 10 giugno 2018 esce il video del singolo promozionale Spicy, featuring Fabolous. L'11 luglio 2018 Lil Kim pubblica il singolo Nasty One, che sarebbe stato incluso nell'album, ma successivamente viene tolto dalla track list. Lo stesso giorno, durante un'intervista a Billboard, rivela che l'album sarebbe uscito nel mese di novembre Il 1º agosto esce il video del singolo. Il 26 ottobre di quell'anno viene realizzato e pubblicato il remix dello stesso singolo con la partecipazione di Kranium, HooddCelebrityy e Stefflon Don.
Il 15 febbraio 2019 pubblica il singolo Go Awff, mentre a marzo annuncia il nome dell'album: 9. Lo stesso mese rivela che l'album sarebbe uscito il 17 maggio. Il 27 ottobre Kim pubblica un secondo singolo intitolato Found You in collaborazione con le City Girls e O.T. Genasis. L'album è disponibile per il pre-ordine in formato digitale dal 4 ottobre 2019 e viene pubblicato l'11 dello stesso mese. Annuncia poco dopo una collaborazione in arrivo con Missy Elliott e Paris Hilton in un follow-up del suo album in cui sono coinvolte anche le City Girls.
Ai Black Entertainment Television (BET) Awards del giugno 2019 annuncia l'uscita del quinto album in studio previsto per l'autunno successivo. L'album, dal titolo 9, viene distribuito l'11 ottobre 2019, a quattordici anni di distanza dal precedente album The Naked Truth, anticipato dai singoli "Go Awff" e "Found You". Ai BET Hip Hop Awards le viene conferito il premio "I Am Hip Hop" per i suoi contributi come icona nel mondo del genere hip hop.

## Discografia

### Album in studio
- 1996 – Hard Core
- 2000 – The Notorious K.I.M.
- 2003 – La bella mafia
- 2005 – The Naked Truth
- 2019 – 9

### Album in collaborazione
- 1995 – Conspiracy (con i Junior M.A.F.I.A.)

## Filmografia

### Cinema
- Kiss Me, regia di Robert Iscove (1999)
- Zoolander, regia di Ben Stiller (2001)
- Juwanna Mann, regia di Jesse Vaughan (2002)
- SDF Street Dance Fighters (You Got Served), regia di Chris Stokes (2004)
- Superhero - Il più dotato fra i supereroi (Superhero Movie), regia di Craig Mazin (2008)

### Televisione
- V.I.P. – serie TV, episodio 2x09 (1999)
- Moesha – serie TV, episodio 6x22 (2001)
- Strepitose Parkers (The Parkers) – serie TV, episodio 3x08 (2001)
- American Dreams – serie TV, episodio 2x3 (2003)

## Riconoscimenti

### Grammy Awards
- 1997: Candidatura alla miglior performance rap di un duo o un gruppo per Ladies Night (Not Tonight remix) (con Missy Elliott, Lisa "Left Eye" Lopes, Da Brat, e Angie Martinez)
- 2002: Miglior collaborazione vocale pop per Lady Marmalade
- 2003: Candidatura alla miglior interpretazione rap solista per Came Back for You
- 2003: Candidatura alla miglior collaborazione vocale pop per Can't Hold Us Down (con Christina Aguilera)
- 2003: Candidatura alla miglior performance rap di un duo o un gruppo per Magic Stick (con 50 Cent)

### MTV Video Music Awards
- 1998: Viewer's Choice Award per All About The Benjamins (con P. Diddy e altri)
- 2001: Video dell'anno per Lady Marmalade
- 2001: Miglior video di una canzone tratta da un film per Lady Marmalade

### My VH1 Awards
- 2001: Favorite Video per Lady Marmalade
- 2001: Is It Hot In Here Or Is It Just My Video?per Lady Marmalade

### Soul Train Lady of Soul Awards
- 1997: Miglior video femminile - Rap/R&B per Crush on You
- 1998: Miglior video femminile - Rap/R&B per Not Tonight (Remix)

### Source Awards
- 2003: Artista femminile dell'anno
- 2003: Singolo femminile dell'anno per The Jumpoff

### Teen Choice Awards
- 2001: Canzone dell'estate per Lady Marmalade

### MOBO Awards
- 2003: L'artista più stilosa dell'anno

### Radio Music Awards
- 2001: Canzone dell'anno Top 40 Pop Radio per Lady Marmalade

### ALMA Awards
- 2002: Outstanding Song- Motion Picture Soundtrack per Lady Marmalade

### ASCAP Music Awards
- 2002: Canzone dell'anno per Lady Marmalade

### MTV Japan Awards
- 2002: Miglior coreografia per Lady Marmalade

### MVPA Video Awards
- 2002: Miglior styling in un video per Lady Marmalade

### VIBE Awards
- 2005: Candidatura all'album dell'anno per The Naked Truth

### BET Awards
- 2006: Candidatura alla miglior artista hip hop femminile